# Eduard von Suchodolski
Eduard von Suchodolski (* 2. Juli 1804; † 1873) war ein preußischer Landrat in der Provinz Posen.

## Leben
Suchodolski schlug eine militärische Laufbahn ein und ersuchte 1848 um seinen Abschied, um anschließend als Volontär bei der Regierung in Posen tätig zu werden. Er wirkte als Landrat im Kreis Pleschen (1848–1850), im Kreis Birnbaum (1850–1859) und im Kreis Wongrowiec (1859–1873).
1872 wurde Suchodolski anlässlich seines 50-jährigen Dienstjubiläums der Rote Adlerorden III. Klasse mit Schleife verliehen. Zum 1. Oktober 1873 erfolgte die Pensionierung.